# Žehlička na vlasy

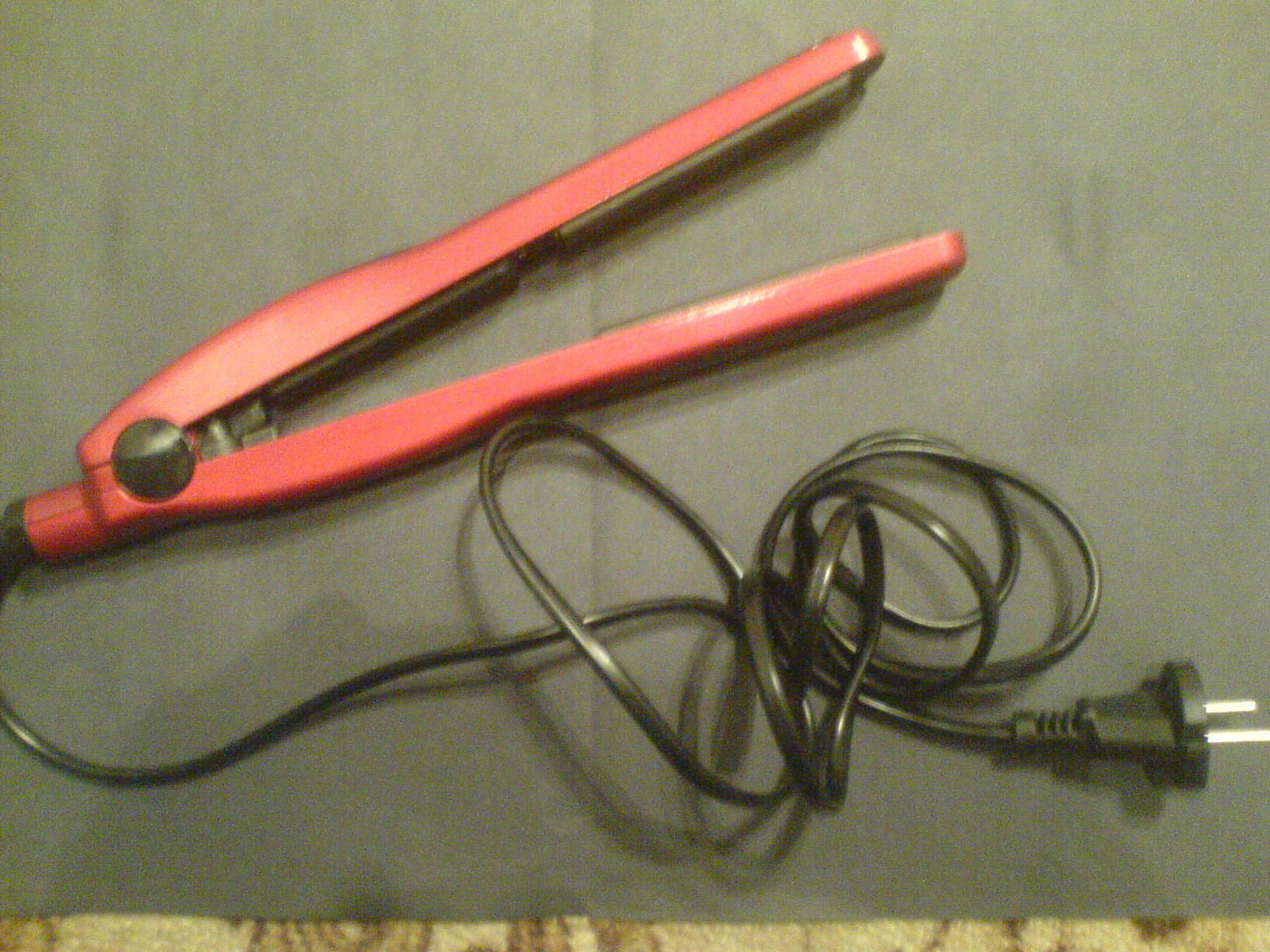
Úzká žehlička

Žehlička na vlasy, čili elektrická kulma je nástroj, který využívají hlavně ženy k „žehlení“, tedy narovnání vlasů. Lepší modely umožňují kadeřníkům a kadeřnicím další úpravy vlasů.	

## Vlastnosti
Žehlička na vlasy se skládá z dvou keramických nebo teflonových ploch, které jsou rozžhavovány jako klasické žehličky na prádlo a oblečení. Teplotu je možno u lepších modelů regulovat, přibližně v rozmezí od 80 °C až do 200 °C. Také existuje exempláře s vodní lázní, která má zabránit spálení vlasů. Cena tohoto přístroje se pohybuje asi od 200 Kč výše.
Některé žehličky mají i více funkcí, existují i druhy kombinované s jinými zařízeními (fén) atd. 
Jiné mají různé nástavce, např. hřeben.
Existují i skladnější cestovní žehličky, některé mohou fungovat i na napětí 12 V (autozapalovač).

## Rizika
Žehlička může spálit konečky vlasů, což zpomaluje jejich růst nebo mohou vlasy vypadávat. Při příliš velké teplotě může dojít k celkovému spálení vlasů.